# Litsea staintonii
Litsea staintonii är en lagerväxtart som beskrevs av André Joseph Guillaume Henri Kostermans. Litsea staintonii ingår i släktet Litsea och familjen lagerväxter. Inga underarter finns listade i Catalogue of Life.